# Malako Intan
Malako Intan is een bestuurslaag in het regentschap Tebo van de provincie Jambi, Indonesië. Malako Intan telt 1200 inwoners (volkstelling 2010).